# Simplex Nthala
Simplex Nthala (* 24. února 1988, Blantyre, Malawi) je fotbalový brankář a reprezentant Malawi, který v současné době hraje v mosambickém klubu Clube Ferroviário de Nampula.

## Klubová kariéra
Simplex Nthala, rodák z Blantyre hrál v Malawi za klub Mighty Wanderers FC. V roce 2011 odešel do sousedního Mosambiku, kde působil v klubech Liga Muçulmana de Maputo, Vilankulo FC a Clube Ferroviário de Nampula.

## Reprezentační kariéra
V seniorské reprezentaci Malawi debutoval v roce 2009. Zúčastnil se Afrického poháru národů 2010 v Angole, kde se tým Malawi střetl v základní skupině A postupně s Alžírskem (výhra 3:0), domácí Angolou (porážka 0:2) a reprezentací Mali (porážka 1:3). Nthala na turnaji nezasáhl ani do jednoho zápasu, byl náhradním brankářem za Swadickem Sanudim. Malawi obsadilo ve skupině se ziskem 3 bodů nepostupové čtvrté místo.